# Fayzulla Khodzhayev
Fayzulla Ubaydullayevich Khodzhayev (em usbeque: Fayzullo Ubaydulloyevich Xo‘jayev; em russo: Файзулла́ Убайдулла́евич Ходжа́ев; Bucara, 1896 — Moscovo, 15 de março de 1938) foi um político do Uzbequistão que se notabilizou nos últimos anos do Emirado de Bucara e nas duas primeiras décadas do período soviético do seu país.
Foi o líder da República Popular Soviética de Bucara desde 2 de setembro de 1920 e quando aquele estado foi dissolvido em 1924, para formar a República Soviética Usbeque, passou a ser líder dessa República Soviética, cargo que manteve até 1937. Entre 21 de maio de 1925 e 17 de junho de 1937 foi Membro do  Comité Executivo Central da União Soviética pela RSS Usbeque. Perdeu os seus cargos em 1937, Caiu em desgraça durante a Grande Purga promovida por Estaline, tendo sido destituído de todos os cargos que detinha e condenado à morte como trotskista e direitista no Julgamento dos Vinte e Um.

## Juventude
Khodzhayev nasceu no seio dum família abastada de Bucara, que em 1896 era a capital do Emirado de Bucara, um protetorado do Império Russo a partir de 1873. O seu pai era um comerciante abastado que exportava ovelhas caracul para a Rússia. Khodzhayev estudou em Moscovo entre 1907 e 1913. Em 1916 juntou-se ao movimento jadidista (de muçulmanos reformadores) e, com a fortuna do seu pai, morto em 1912, foi um dos fundadores do movimento Yosh buxoroliklar ("Jovens Bucaranos"), inspirado nos Jovens Turcos.
Vendo a Revolução de Outubro de 1917 como uma oportunidade para concretizar os seus desígnios, o Yosh buxoroliklar convidou os bolcheviques do  Soviete de Tasquente a tomar o Emirado e Bucara pela força. Os bolcheviques tentaram tomar Bucara ainda em 1917, mas fracassaram, e Khodzhayev refugiou-se em Tasquente.

## Anos no governo
Khodzhayev aderiu ao Partido Comunista Russo em julho ou agosto de 1920. Pouco depois, a 31 de agosto desse ano, o tropas do Exército Vermelho comandadas por Mikhail Frunze cercaram Bucara, provocando a fuga do emir Maomé Alim Cã fugiu para Duchambé. A cidade foi tomada a 2 de setembro e pouco depois Khodzhayev regressou à sua cidade natal. A 14 de setembro, foi formado o Comité Revolucionário de Bucara, chefiado por A. Mukhitdinov. À frente do governo — o Conselho dos Nazires (Comissários) do Povo — ficou Fayzulla Khodzhayev.
Durante o seu mandato, escapou por um pouco de ser assassinado por Enver Paxá, líder da Revolta Basmachi. Com a rerganização da Ásia Central soviética na nova República Socialista Soviética Usbeque (RSS Usbeque) e a purga dos suspeitos de serem nacionalistas, entre 1923 e 1924, Khodzhayev tornou-se presidente do Comité Revolucionário e primeiro-ministro da RSS Usbeque a 5 de dezembro de 1924. A 17 de fevereiro de 1925 assumiu a presidência do Conselho de Comissários do Povo da RSS Usbeque e a 21 de maio do mesmo ano tornou-se membro do Comité Executivo Central pela RSS Usbeque, quando esta foi formalmente aceite como membro da União Soviética. Porém, Khodzhayev opôs-se ao controlo apertado de Estaline sobre o seu país, especialmente na tema da monocultura de algodão.

## Último anos

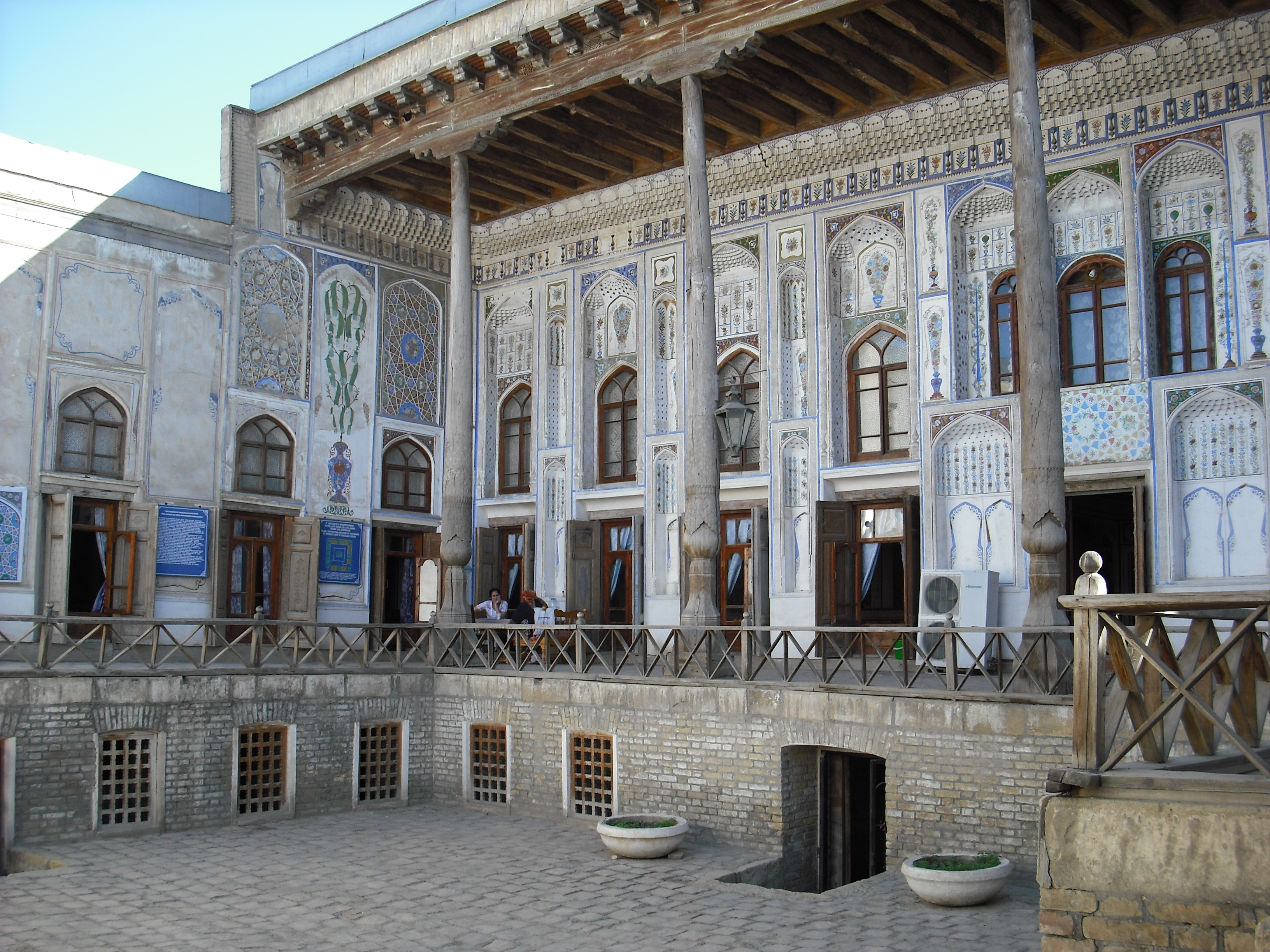
Pátio da Casa de Fayzulla Khodjaev, em Bucara

Quando a onda de purgas políticas estalinistas chegou ao Usbequistão, o Sétimo Congresso do Partido Comunista do Usbequistão declarou Fayzulla Khodzhayev inimigo do povo a 17 de junho de 1937. Um mês depois foi exonerado de todos os cargos e a 9 de julho foi preso. Em 1938 foi condenado à morte em Moscovo como trotskista e direitista, no Julgamento dos Vinte e Um, e executado a 13 de março.
Foi oficialmente reabilitado em 1966, após o que muitas ruas e praças forma batizadas com o seu nome. Continua a ser uma figura controversa no Usbequistão atual. A seguir à independência muitas das ruas com o seu nome mudaram novamente de nome. A casa da sua família, onde viveu até 1925, é atualmente um museu em sua memória, mas embora se chame oficialmente Casa de Fayzulla Khodjaev, ainda é muito conhecida pelo seu nome no período soviético — "casa dum comerciante rico" — quando foi um espaço de exposição onde era mostrado como os antigos senhores dos dias pré-soviéticos viviam luxuosamente enquanto o povo morria de fome.